# Liste der Monuments historiques in Le Guerno
Die Liste der Monuments historiques in Le Guerno führt die Monuments historiques in der französischen Gemeinde Le Guerno auf.

## Liste der Bauwerke
| Bezeichnung          | Beschreibung | Standort                 | Kennzeichnung | Schutzstatus | Datum | Bild |
| -------------------- | ------------ | ------------------------ | ------------- | ------------ | ----- | ---- |
| Friedhofskreuz       |              | Place de l’Église (Lage) | PA00091254    | Inscrit      | 1925  |      |
| Kirche Ste-Anne      |              | Place de l’Église (Lage) | PA00091255    | Classé       | 1971  |      |
| Brunnen Sainte-Anne  |              | (Lage)                   | PA00091256    | Inscrit      | 1925  |      |
| Brunnen Sainte-Marie |              | Branféré (Lage)          | PA00091257    | Inscrit      | 1928  |      |

## Liste der Objekte
- Monuments historiques (Objekte) in Le Guerno in der Base Palissy des französischen Kultusministeriums